# Fences (película)
Fences  es una película dramática estadounidense-canadiense de 2016 dirigida por Denzel Washington y escrita por August Wilson, basada en su obra del mismo nombre. La película está protagonizada por Denzel Washington, Viola Davis, Jovan Adepo, Stephen McKinley Henderson, Russell Hornsby, Mykelti Williamson y Saniyya Sidney.
El rodaje de la película comenzó el 25 de abril de 2016, en Pittsburgh, Pennsylvania, y fue estrenada el 25 de diciembre de 2016, por Paramount Pictures.

## Sinopsis
Situada en Pittsburgh en los años 50, un exjugador de béisbol de la liga para negros, que ahora trabaja como recolector de residuos, lucha por mantener a su familia y llegar a un acuerdo con los acontecimientos de su vida.

## Argumento
En la década de 1950 en Pittsburgh, Troy Maxson (Denzel Washington) vive con su esposa Rose (Viola Davis) y su hijo Cory (Jovan Adepo), y trabaja como recolector de basura junto a su mejor amigo, Jim Bono (Stephen Henderson). El hermano menor de Troy, Gabriel Maxson (Mykelti Williamson), sufrió una lesión en la cabeza en la Segunda Guerra Mundial que lo dejó con discapacidad mental, por lo que recibió un pago del gobierno de $ 3,000 que Troy usó para comprar una casa para su familia. Desde entonces, Gabriel se mudó, pero todavía vive en el vecindario, a menudo metiéndose en problemas con la ley por su comportamiento excéntrico, que incluye fijaciones religiosas.
En su adolescencia, Troy se fue de casa para alejarse de su padre abusivo y se convirtió en un ladrón para mantenerse. Después de matar a un hombre durante un robo que lo llevó a prisión, conoció a Bono y se reveló como un talentoso jugador de béisbol. Luego jugó en las Ligas Negras profesionales; pero nunca llegó a las ligas mayores, que no tenía jugadores negros en los años anteriores a 1947. Cuando Bono dice que Troy nació demasiado pronto, Troy rechaza esta elección de palabras e insiste en que fue pasado por alto debido al color de su piel. Después de haber sobrevivido a un ataque casi fatal de neumonía en su juventud, Troy afirma haber derrotado a la Parca en una pelea a puñetazos, en la que el Segador juró regresar para una revancha.
El hijo separado de Troy de una relación anterior, Lyons Maxson (Russell Hornsby), lo visita en cada día de pago para pedir prestado dinero, molestando a Troy, cuya creencia en la responsabilidad rechaza que Lyons persiga su sueño de convertirse en músico en lugar de encontrar un trabajo real -Troy se niega incluso a visitar el club donde está tocando la banda de su hijo-. Más tarde Rose le dice a Troy que un equipo de fútbol universitario está pensando en añadir a Cory, pero Troy no le da importancia a las posibilidades de Cory de llegar a la NFL. No solo por su propia falta de éxito en el béisbol, sino que cree que la discriminación racial todavía es común en las Grandes Ligas. Le dice a Cory que no firmará los documentos de permiso. Él no quiere que su hijo falle como lo hizo él, pero también hay celos de que Cory pueda lograr el éxito que se le había escapado a su padre.
Rose le pide a Troy que construya una cerca alrededor de su casa, y Troy le exige a Cory que lo ayude como castigo por el hecho de que Cory no haga sus quehaceres debido a la práctica del fútbol. Troy y Cory se enfrentan por las ambiciones de Cory de jugar fútbol americano universitario. Al saber que Cory no está trabajando en su trabajo de medio tiempo debido a la práctica del fútbol, Troy le exige que regrese al trabajo, a pesar de los intentos de Cory de convencerlo de que el trabajo estará disponible para él hasta que termine la temporada de fútbol.
Troy logra un ascenso al conducir el camión de basura, convirtiéndose en el primer afroamericano en hacerlo en Pittsburgh, a pesar de que no puede leer y no tiene una licencia de conducir. Bono descubre que Troy está engañando a Rose con Alberta, una mujer que conoció en el bar local, y lo alerta de que sus acciones tendrán repercusiones. Los dos se distancian cuando Troy es asignado a un vecindario diferente. Troy más tarde descubre que Cory no regresó a su trabajo de medio tiempo en el A & P, y obliga al entrenador de Cory a expulsarlo del equipo. Troy también se rehúsa a reunirse con el becante de la universidad que planea visitar su casa. Cory arremete y le tira su casco a Troy, que según Troy es el primero de los tres delitos permitidos por Cory. Cuando se le pide que libere a Gabriel de la cárcel por perturbar la paz, Troy, sin saberlo, firma los papeles redirigiendo la mitad de la pensión de Gabriel a un hospital psiquiátrico, forzando a Gabriel a ser institucionalizado.
Troy se ve obligado a revelar su aventura a Rose cuando su amante queda embarazada, lo que lleva a una discusión en la que Troy agarra agresivamente a Rose, haciendo que Cory intervenga y golpee a Troy en una valla, lo que Troy señala como la segunda ofensa de Cory. En los meses siguientes, Troy y Rose se distancian, aunque siguen viviendo en la misma casa, mientras Troy continúa visitando a su amante, que finalmente muere en el parto después de un parto prematuro, llevando a un amargado Troy a desafiar airadamente al Segador a otra lucha.
Troy trae a su pequeña hija Raynell a casa, y Rose decide criarla como propia, pero se niega a aceptar a Troy en su vida. Cory está considerando alistarse en el Cuerpo de Marines de los Estados Unidos después de perder su oportunidad de asistir a la universidad. Un día, cuando regresa a casa, Troy ebrio bloquea su camino y lo instiga a una pelea en la que Cory golpea a Troy con un bate de béisbol. Troy gana la partida, toma el bate de Cory y lo saca de la casa. Tanto energizado como desorientado por su victoria, Troy una vez más desafía a la Muerte a venir por él.
Seis años después, Troy murió de un ataque al corazón y Cory, ahora cabo de los Marines, regresa a casa, pero informa a Rose que no asistirá al funeral. Rose admite amar a Troy a pesar de sus muchos defectos y le ruega que Troy siga siendo parte de él, mencionando el hecho de que, pese a que Troy lo criara con dureza y no se expresara con cariño, no significaba que no lo amara, y Cory más tarde reconsidera ir después de interactuar con una Raynell mayor (Saniyya Sidney). Lyons está cumpliendo tres años por fraude y recibe permiso para asistir al funeral. Del mismo modo, Gabriel sale del hospital para asistir y se reúne con su familia mientras todos se despiden de Troy. Gabriel ora por San Pedro para abrir las puertas del cielo a Troy, y un brillante sol luce sobre ellos, simbolizando el perdón intergeneracional y la paz.

## Reparto
- Denzel Washington como Troy Maxson.
- Viola Davis como Rose Maxson.
- Jovan Adepo como Cory Maxson.
- Stephen McKinley Henderson como Jim Bono.
- Russell Hornsby como Lyons Maxson.
- Mykelti Williamson como Gabriel Maxson.
- Saniyya Sidney como Raynell Maxson.
- Toussaint Raphaël Abessolo como Padre de Troy.
- Christopher Mele como Diputado Comisionado.

## Producción
Los intentos anteriores para adaptar Fences de August Wilson para la pantalla habían sido infructuosos, debido en parte a la insistencia de Wilson de que la película debía ser dirigida por un afroamericano. En una entrevista de 2013 con Empire, Denzel Washington expresó su intención de protagonizar y dirigir una adaptación de Fences, repitiendo su papel desde el renacimiento de Broadway de la obra producida por Scott Rudin de 2010.
El 28 de enero de 2016, se informó de que Rudin produciría una adaptación cinematográfica de la obra, dirigida por Washington y protagonizada por Washington y Viola Davis, retomando sus papeles de la reactivación de 2010 que obtuvo dos premios Tony. El dramaturgo y guionista Tony Kushner llegó para construir un borrador escrito por Wilson antes de su muerte en 2005. Sin embargo, Wilson será el guionista único acreditado para la película.
El 4 de abril de 2016, Mykelti Williamson, Jovan Adepo, Russell Hornsby, Stephen Henderson y Saniyya Sidney se unieron al reparto, con Williamson, Hornsby, y Henderson también repiten sus papeles de la producción de 2010.
El 25 de abril de 2016, informó que había comenzado el rodaje de Fences en Pittsburgh. El 14 de junio de 2016, el rodaje se completó. La posproducción se completará a mediados de noviembre. Marcelo Zarvos compone la banda sonora.

## Estreno
La película fue programada para un lanzamiento limitado el 16 de diciembre de 2016, antes de estrenarse el 25 de diciembre en el resto del país. Más tarde fue programado por solo un lanzamiento general para el 25 de diciembre de 2016.
El 27 de septiembre de 2016, el tráiler oficial fue estrenado.

## Premios y nominaciones
| Premio                                 | Categoría                                      | Receptores                                  | Resultado | Ref(s)        |
| -------------------------------------- | ---------------------------------------------- | ------------------------------------------- | --------- | ------------- |
| Premios Óscar                          | Mejor película                                 | Todd Black, Scott Rudin y Denzel Washington | Nominada  | [ 18 ]        |
| Premios Óscar                          | Mejor actor                                    | Denzel Washington                           | Nominado  | [ 18 ]        |
| Premios Óscar                          | Mejor actriz de reparto                        | Viola Davis                                 | Ganadora  | [ 18 ]        |
| Premios Óscar                          | Mejor guion adaptado                           | August Wilson                               | Nominado  | [ 18 ]        |
| American Film Institute                | Top 10 de películas                            | Fences                                      | Ganadora  | [ 19 ]        |
| Premios de la Crítica Cinematográfica  | Mejor película                                 | Fences                                      | Nominada  | [ 20 ] [ 21 ] |
| Premios de la Crítica Cinematográfica  | Mejor director                                 | Denzel Washington                           | Nominado  | [ 20 ] [ 21 ] |
| Premios de la Crítica Cinematográfica  | Mejor actor                                    | Denzel Washington                           | Nominado  | [ 20 ] [ 21 ] |
| Premios de la Crítica Cinematográfica  | Mejor actriz de reparto                        | Viola Davis                                 | Ganadora  | [ 20 ] [ 21 ] |
| Premios de la Crítica Cinematográfica  | Mejor reparto                                  | Mejor reparto                               | Nominados | [ 20 ] [ 21 ] |
| Premios de la Crítica Cinematográfica  | Mejor guion adaptado                           | August Wilson                               | Nominado  | [ 20 ] [ 21 ] |
| Premios Satellite                      | Mejor película                                 | Fences                                      | Nominada  | [ 22 ]        |
| Premios Satellite                      | Mejor director                                 | Denzel Washington                           | Nominado  | [ 22 ]        |
| Premios Satellite                      | Mejor actor                                    | Denzel Washington                           | Nominado  | [ 22 ]        |
| Premios Satellite                      | Mejor actriz de reparto                        | Viola Davis                                 | Nominada  | [ 22 ]        |
| Círculo de Críticos de San Francisco   | Mejor actor                                    | Denzel Washington                           | Nominado  | [ 23 ]        |
| Círculo de Críticos de San Francisco   | Mejor actriz de reparto                        | Viola Davis                                 | Ganadora  | [ 23 ]        |
| Círculo de Críticos de San Francisco   | Mejor guion adaptado                           | August Wilson                               | Nominado  | [ 23 ]        |
| Crítica de Washington D. C.            | Mejor actor                                    | Denzel Washington                           | Nominado  | [ 24 ]        |
| Crítica de Washington D. C.            | Mejor actriz de reparto                        | Viola Davis                                 | Nominada  | [ 24 ]        |
| Crítica de Washington D. C.            | Mejor reparto                                  | Mejor reparto                               | Nominados | [ 24 ]        |
| Crítica de Washington D. C.            | Mejor guion adaptado                           | August Wilson                               | Nominado  | [ 24 ]        |
| Crítica de St. Louis                   | Mejor actriz de reparto                        | Viola Davis                                 | Ganadora  | [ 25 ] [ 26 ] |
| Crítica de St. Louis                   | Mejor guion adaptado                           | August Wilson                               | Nominado  | [ 25 ] [ 26 ] |
| Crítica de Kansas                      | Mejor actriz de reparto                        | Viola Davis                                 | Ganadora  | [ 27 ]        |
| AACTA International Awards             | Mejor actriz de reparto                        | Viola Davis                                 | Ganadora  | [ 28 ]        |
| AACTA International Awards             | Mejor actor                                    | Denzel Washington                           | Nominado  | [ 28 ]        |
| Alianza de Mujeres Periodistas de Cine | Mejor actor                                    | Denzel Washington                           | Nominado  | [ 29 ] [ 30 ] |
| Alianza de Mujeres Periodistas de Cine | Mejor actriz de reparto                        | Viola Davis                                 | Ganadora  | [ 29 ] [ 30 ] |
| Alianza de Mujeres Periodistas de Cine | Actriz desafiando la edad y el envejecimiento  | Viola Davis                                 | Nominada  | [ 29 ] [ 30 ] |
| Crítica de Florida                     | Mejor actor                                    | Denzel Washington                           | Nominado  | [ 31 ]        |
| Crítica de Florida                     | Mejor actriz de reparto                        | Viola Davis                                 | Finalista | [ 31 ]        |
| Crítica de Florida                     | Mejor guion adaptado                           | August Wilson                               | Nominado  | [ 31 ]        |
| Crítica de Carolina del Norte          | Mejor actor                                    | Denzel Washington                           | Nominado  | [ 32 ] [ 33 ] |
| Crítica de Carolina del Norte          | Mejor actriz de reparto                        | Viola Davis                                 | Ganadora  | [ 32 ] [ 33 ] |
| Sociedad de Críticos de Cine en Línea  | Mejor actor                                    | Denzel Washington                           | Nominado  | [ 34 ] [ 35 ] |
| Sociedad de Críticos de Cine en Línea  | Mejor actriz de reparto                        | Viola Davis                                 | Nominado  | [ 34 ] [ 35 ] |
| Crítica de Seattle                     | Mejor actor                                    | Denzel Washington                           | Nominado  | [ 36 ]        |
| Crítica de Seattle                     | Mejor actriz de reparto                        | Viola Davis                                 | Ganadora  | [ 36 ]        |
| Crítica de Seattle                     | Mejor reparto                                  | Mejor reparto                               | Nominados | [ 36 ]        |
| Círculo de Críticos de Oklahoma        | Mejor actor                                    | Denzel Washington                           | Finalista | [ 37 ]        |
| Círculo de Críticos de Oklahoma        | Mejor actriz de reparto                        | Viola Davis                                 | Finalista | [ 37 ]        |
| Gremio de directores artísticos        | Mejor dirección artística en película de época | David Gropman                               | Nominado  | [ 38 ]        |